# Карре, Луи
Луи́ Карре (фр. Louis Carré; 7 января 1925, Льеж, Валлония — 10 июня 2002, Льеж, Валлония) — бельгийский футболист и футбольный тренер, играл на позиции полузащитника; участник чемпионата мира 1954 года.

## Биография

### Клубная карьера
Карре на протяжении всей игровой карьеры играл за «Льеж», в составе которого выигрывал два чемпионских титула в 1952 и 1953 годах и стал серебряным призёром чемпионата в 1959 году. Всего за эту команду Карре сыграл 402 матча, но количество забитых мячей неизвестно.
В этом же клубе он завершил карьеру в возрасте 35 лет.

### Карьера в сборной
В составе сборной Бельгии принимал участие на чемпионате мира 1954 года, где сыграл в двух матчах на групповом этапе со сборной Италии (1:4) и Англии (4:4). Всего за сборную Бельгии сыграл 56 матчей, в которых не забил ни одного мяча, а также с 1949 по 1956 год сыграл 50 матчей подряд за национальную сборную.

### Тренерская карьера
Работал главным тренером клуба «Льеж» в 1982 году, а до этого в 1959—1960 годах работал тренером «Даринг».

### Смерть
Скончался 10 июня 2002 года в Льеже в возрасте 77 лет.

## Достижения
«Льеж»
- Чемпион Бельгии (2) : 1951/52, 1952/53